# Leopold Potesil
Leopold Potesil (ur. 13 maja 1933, zm. 18 stycznia 2023) – austriacki bokser, wicemistrz Europy z 1957, dwukrotny olimpijczyk.

## Kariera w boksie amatorskim
Wystąpił w wadze lekkiej (do 60 kg) na igrzyskach olimpijskich w 1952 w Helsinkach, gdzie pokonał Ju Sang-jeoma z Korei Południowej, a w następnej przegrał z Américo Bonettim z Argentyny i odpadł z turnieju. Przegrał pierwszą walkę w wadze lekkiej na mistrzostwach Europy w 1953 w Warszawie.
Na kolejnych mistrzostwach Europy w 1955 w Berlinie Zachodnim startował w wadze lekkopółśredniej (do 63,5 kg). Wygrał jedną walkę, ale w następnej uległ przyszłemu mistrzowi Leszkowi Drogoszowi. Na igrzyskach olimpijskich w 1956 w Melbourne wygrał pierwszą walkę w tej kategorii z Celestino Pinto z Brazylii, a w następnej przegrał z Argentyńczykiem Antonio Marcillą.
Zdobył srebrny medal w wadze półśredniej (do 67 kg) na mistrzostwach Europy w 1957 w Pradze po wygraniu trzech walk (w tym półfinałowej z Fredericem Tiedtem z Irlandii) i porażce w finale z Manfredem Grausem z Republiki Federalnej Niemiec.

## Kariera w boksie zawodowym
Przeszedł na zawodowstwo w 1958. Walczył w wadze półśredniej. Stoczył 34 walki, z których wygrał 26 (8 przed czasem), przegrał 4 (3 przed czasem) i zremisował 4. Nie walczył o żaden istotny tytuł. Wycofał się w 1962 po porażce przez nokaut z Christianem Christensenem, ale powrócił na ring w 1965 i stoczył jedną zwycięską walkę.